# FHWien der WKW

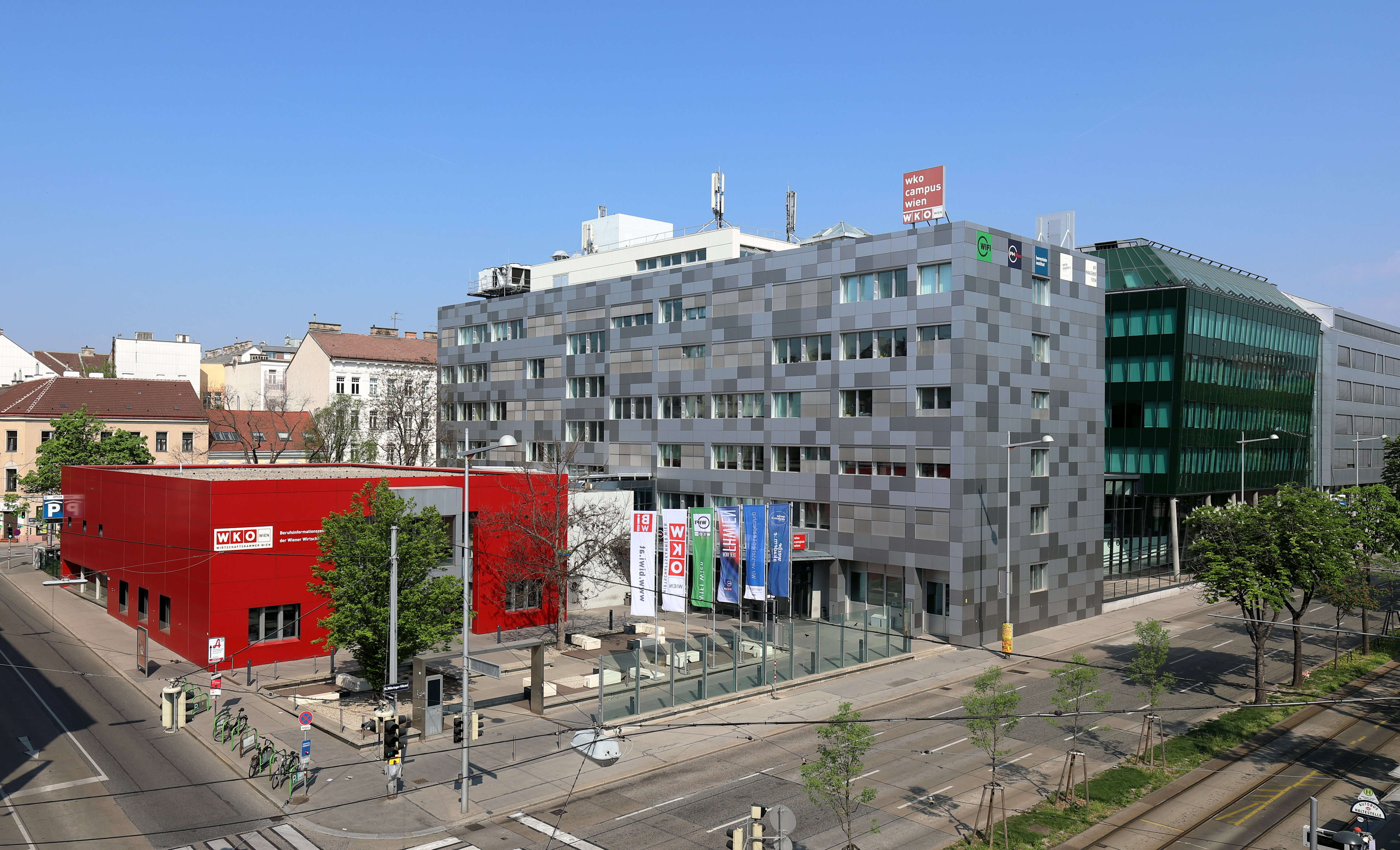
Der WKO Campus Wien mit der FHWien der WKW, dem WIFI u. a. m.

Die FHWien der WKW ist eine Fachhochschule für Management und Kommunikation in Wien. Träger sind zu je 50 % die Wiener Wirtschaft Holding GmbH (eine Tochtergesellschaft der Wirtschaftskammer Wien) und der Fonds der Wiener Kaufmannschaft. Das Studienangebot umfasst Bachelor- und Master-Studiengänge sowie Weiterbildungsprogramme. Bis 2024 hatten rund 15.900 Personen ein Diplom-Studium oder einen Bachelor- oder Master-Studiengang an der Fachhochschule abgeschlossen.

## Geschichte
1994 startete die FHWien der WKW mit dem Diplom-Studiengang Tourismus-Management. Zug um Zug wurde das Studienangebot ausgeweitet. Bis 2007 wurden die FH-Studien als Diplom-Studien mit dem akademischen Abschluss Mag. (FH) angeboten. Im Zuge des Bologna-Prozesses erfolgte im Studienjahr 2007/08 der Umstieg auf Bachelor- und Master-Studiengänge.
Ebenfalls 2007 zogen alle Studienbereiche (früher: Institute) in den WKO campus wien am Währinger Gürtel 97, 1180 Wien.
Im Jänner 2023 übernahm die FHWien der WKW das Hernstein Institut für Management und Leadership.

## Studiengänge
Die FHWien der WKW bietet Bachelor- und Master-Studiengänge an. Die Bachelor-Studiengänge können großteils berufsbegleitend oder in Vollzeit absolviert werden. Die Master-Studiengänge werden ausschließlich berufsbegleitend angeboten. Die Lehre findet überwiegend auf Deutsch statt, zwei Studiengänge werden auf Englisch unterrichtet.
Die FHWien der WKW bietet Studiengänge in neun Bereichen an:
- Communication Management
- Digital Economy
- Financial Management
- Human Resources & Organization
- Journalism & Media Management
- Management & Entrepreneurship
- Marketing & Sales Management
- Real Estate Management
- Tourism & Hospitality Management

Die FHWien der WKW arbeitet mit über 160 Partnerhochschulen weltweit zusammen, an denen Studierende Auslandssemester absolvieren können. Je nach Studiengang variiert die Auswahl.

## Weiterbildungsprogramme
Unter dem Namen Hernstein Management Academy werden akademische Weiterbildungsprogramme für Berufstätige angeboten. Die Programme lassen sich den Themenbereichen Digitale Transformation, Kommunikation und Marketing, Management und Nachhaltigkeit zuordnen. Die Abschlüsse reichen je nach Programm von Zertifikaten bis zu akademischen Graden wie EMBA, BA (CE), BPr oder MA (CE).

## Pannen bei der Studienplatzvergabe
Im Juni 2024 kam es zu einer technischen Panne, bei der irrtümlich 480 Zusagen zu Studienplätzen versendet wurden, die tatsächlich nicht verfügbar waren.
Die Betroffenen erhielten nach kurzer Zeit eine E-Mail mit dem Hinweis, dass die Zusage fehlerhaft war und blieben auf der Warteliste. Die Österreichische Hochschüler:innenschaft (ÖH) kritisierte den Vorfall als inakzeptabel und forderte Entschädigungen sowie Unterstützungsmaßnahmen für Betroffene, insbesondere für jene, die aufgrund der Zusage andere Studienangebote abgelehnt hatten. Von Seiten der Fachhochschule wurde der Fehler bedauert, eine verbindliche Lösung für alle Betroffenen konnte jedoch nicht angeboten werden.
Ein vergleichbarer Fehler war bereits im Juli 2014 aufgetreten, als infolge einer Softwareumstellung fehlerhafte Aufnahmeentscheidungen an Studienwerber versendet wurden. Damals erhielten 35 Bewerber nachträglich eine Absage und weitere 59 die Information, doch nur auf der Warteliste zu stehen.